# Славейно
Вижте пояснителната страница за други значения на Карлуково.
Славейно е село в Южна България. То се намира в община Смолян, област Смолян.

## География
Село Славейно се намира в планински район — Преспанския дял на Централните Родопи. Разположено е по поречието на р. Малка Арда. Близо до селото е връх Преспа — 2001 м, и хижа „Преспа“ Архив на оригинала от 2005-02-11 в Wayback Machine.. В землището на селото се намират исторически места — параклисът „Св. Дух“, местностите Хайдушки поляни, Иноглово, Балитско и Бахтярица.

## История
През Средновековието, в местността Ѝноглово е имало голямо българско село, споменавано и като Кутлово. Там през XIV век се е състояла основната битка с турската армия, настъпваща в Централните Родопи. Предполага се, че Карлуково (както Славейно се е казвало до 1934 г.) е основано от българи, избягали от насилственото налагане на исляма. Въпреки това отношенията между славейновци и жителите на околните българомохамедански села винаги са били много добри. Християни и мюсюлмани взаимно са се защитавали по време на кризи, като Руско-турската война и метежа на Сенклер — 1878 г., заедно са празнували както християнски, така и мюсюлмански празници. Добри са били и отношенията на славейновци с юруците — мюсюлмани скотовъдци, които разпространяват овчарството като поминък в селото. Все пак карлуковците като християни са били подложени на постоянни издевателства от страна на българомохамедани от околни и по-отдалечени села. Това важи и за представителите на официалната власт, които били от съседното с. Каршил (дн. с. Виево) — център на нахия. В такива трудни условия те е трябвало да оцеляват. В средата на XIX век славейновците се замогват и изкупуват от юруците околните планини. Оттогава много от горите в Славейно са кооперативни. През XIX век се откриват училище и църква, а славейновци изгонват гръцкия владика, когато той посещава селото. До Балканската война (1912 г.) с. Славейно остава в Османската империя и славейновци вземат активно участие във ВМОРО и Илинденско-Преображенското въстание начело с войводата Пейо Шишманов. Племенникът му — знаменосецът Кольо Шишманов, загива в битка с турците и е възпят в родопски народни песни.
Освен овчарството в село Славейно са били развити дюлгерството, абаджийството, керванджийството и риболовът в Егейско море. Много от селяните са търгували в Ксанти и Гюмюрджина (Комотини) и загубата на Беломорието след Първата световна война се отразява тежко на икономиката на селото. Оттогава то започва да обезлюдява. Много славейновци се изселват в Пловдив, София, Казанлък, Кърджали и Смолян.

## Религии
В селото основната религия е християнството. Дълго време с.  Славейно и с.  Петково са единствените християнски села сред околните села с българомохамедани. В село Славейно има църква с позлатено кубе — „Св.  Илия“, както и няколко параклиса в района. Църквата е реставрирана скоро.
- Църква „Св. Илия“ — намира се на площада в селото.
- Параклис „Св. Петка Българска“ — намира се срещу смолянската чешма по пътя за Виево.
- Параклис „Успение на Преподобний Йоан Рилски“ — намира се в близост до реката, край местността Шарков мост.
- Параклис „Св. Атанасий“ — намира се в едноименната местност край селото.
- Параклис „Св. Георги“ — намира се в местността „Св. Атанасий“ край селото.
- Параклис „Св. св. Кирил и Методий“ — в местността „Ланичката“.
- Параклис „Св. Спас“ — в едноименната местност.
- Параклис „Св. Дух“ — на едноименния връх.
- Параклис „Св. Богородица“ — в местността Имарет дере.
- Параклис „Св. Неделя“ — в местността Иноглово.

## Културни и природни забележителности
В селото има кино, читалище и библиотека.
- Къща музей „Константин Чилов“ – ключът от музея се съхранява при кметския наместник.
- Изложбен заслон – помещава се в сградата на старото училище до църквата. Там има изложени различни експозиции. Интерес представляват изложените снимки, които разказват за историята на селото. Продават се картички и книги за селото.
- Читалището в селото се намира на площада. В него се помещават заведение и магазин. Преди време там имаше кино, но от няколко години то не функционира.

Направена е нова чешма до църквата. Гробището бе изчистено и оправено.

## Образование
В Славейно се намира Оздравителното средно общообразователно училище „Професор д-р Константин Чилов“. В него обучението е от I до XII клас. В училището има обособени професионални паралелки със  специалности oператор в шевното производство и oператор в мебелната промишленост. Обучението в тези паралелки е със срок четири години. Приемът за специализираните паралелки е след завършен VIII клас. В училището могат да кандидатстват ученици, преболедували от ревматизъм, сърдечно-съдови заболявания, заболявания на кръвоносната система и опорно-двигателния апарат. Учениците получават средно образование и свидетелство за професионална квалификация. Всички ученици са на държавна издръжка — храна, пансион и лечение. Училището се намира в селище с благоприятни климатични условия, в екологично чиста природна среда, социално-битовите условия са много добри. Всички стаи са с парно отопление. Училището разполага с нова компютърна зала, свързана с Интернет.
Телефон за връзка с ОСОУ „проф. д-р Константин Чилов“ — 03027/275, 286. Електронен адрес — osou_chilov@abv.bg. Училището е закрито през 2008 година.

## Език
Ето някои славейновски думи (по Петко Карапетков).
Много от тях са архаични, но някои думи могат да предизвикат объркване, защото имат друго значение.
Например: лети — вали; летна, залетя — заваля; пишнах се — одрасках се; галя — обичам.
С ô е означена гласна, която е между о и а.
Съществителни:
кôща (къща), одер (коридор), кьошк (изпъкнало място с прозорец на горния етаж), клет (шкаф), хает, хляф (обор), гибрô (тор), пенжура (прозорец), жем (прозорец), кепенек, пизул, главне (факла), бужек (холски кът), веруга (кука за окачване на бакър), пристьо, огрибка (лопатка за огнище), дюлаф (маша), мусандра (шкаф), полѝци, рафт, душамьо, тракач, нашкви, тавô, харкума (меден бакър за вода), сахôн (чиния), лаица (лъжица), бунела (вилица), фурнитарака (фуния), харания (голям съд за вода), крôк, вудач, баркачка, бакрач, лаичник, скемля (стол), соба (печка), кюняк, чѝрап, халище, зделка, суфрô, мисал, кôрпа, миндил (престилка), миялник, бурилу, патеру, кучен, кардьô, махалка, мисир, брус, тарпан, нажек, папуце, дрипи, сукак, чôрква, сôрнек, сôльмен, трахальница, сукар, чучур, бияч, вастагарка, посадница, савдьо, кабô, кедик, йоз, сагмал, чангал, марô, гилгьо, дюкат, сажек, рабуш, сагмалджия, иозчия, кехае, янкехае, малашина, чангалджия, карачар, изметкяр, ведрица, кутел, чурилка, ченделе, текньо, цадилка, домузлук, агôл, удажия, гега, девйо, батал, татралка, увен, еркеч, кочове, шилета, шишек, бурмô, силяхлък, рудан, фурка, калам, масур, крусно, пахурка, преснел, нита, подлуга, хабô, андезô, руп, оснува, вôтак, димитно, состу, хумот, палешник, жигли, сôрп, ракойка, кош, купен, паламарка, метлач, самар, кюцак, каш, праща, палдôм, попрак, прекъсница, вôже, оглаф, шоше, уйко, стрико, була, чича, копеле, лефтер, гиздило, угнище, межô, гуния и т.н.
Прилагателни и причастия:
паратек, крôп, мутек, длйок, мьок, сур, криф, грозан, мустаф, каматан, кураф, гьопав, кьорав, укат, устат, самоглав, гулемоглав, набрусан, намусан, заметлан, хаиран, руклив и т.н.
Глаголи:
лети, рипка, харчи, фôрля, фата, сурна, пишна, суча, праде, ткае, уруштисва, припява, корди, дари, люби, гали, рука, кара са, калесва, курдисва, кандардисва, вдява, снуве, навива, фтасва и т.н.
Местоимения:
я, мене, тебе, нега, мояс, мояса, моесу, моиня, айсо, айса, айсе, айно, айна, айне, кина, оти, кутри, кутра, кутро, кутрито, кутрато, кутрото, айсакôв, айсакова, будин, будно, буднô, будни, врит и т.н.
Наречия:
айтуф, айтам, бôрже, шанливо, днеска, утра, пролет, млогу, яца млогу и т.н.
Обръщения:
мôри, майьо, тятю и т.н.
Междуметия и частици:
уйси, охси, вô, бре, тю бре, бя и т.н.

## Редовни събития
Селският събор се провежда обикновено в началото на месец август, по случай Илинденско-Преображенското въстание. Всяка година гости на събитието са известни български политици, учени и интелектуалци.
През 2008 година тържествата се провеждат на 9 и 10 август под патронажа на вицепремиера и министър на външните работи Ивайло Калфин. Специален гост на честването е и директорът на Националния исторически музей проф. Божидар Димитров, който произнася слово за подвига на въстаниците. Официалните лица поднасят венци и цветя пред гробовете на Пейо и Колю Шишманови и паметника на Хайдушки поляни.
Всяка първа събота от септември се организира събиране от славейновци на чеверме край новия параклис при Шарков мост.

## Личности
Много известни хора са родени в Славейно. Сред тях има революционери: Пею Шишманов (войвода) и племенника му Колю Шишманов (знаменосец); индустриалци: Никола Чилов е създател на първите големи химически заводи в България (Костинброд), Никола Велковски започва електрификацията на Смолян; архитекти: Стойчо Велковски проектира новия център на Смолян и курорта „Елените“.
Славейно е известно и с големия брой лекари, които са се родили в него (над 80).
Сред тях са проф. д-р Константин Чилов (1898 — 1955 г.), ген. проф. д-р Димитър Шишманов, известен кардиолог.
В началото на XX век с. Славейно е един от центровете на толстоизма в България, разпространяван от учителя Пейо Чернев. 
Архитект Боян Чинков завършва образованието си в Германия през 1925 г. и работи в Пловдив. Като голям шегаджия и разпространител на вицове, в това число и политически, е осъден от комунистическото управление за разпространяване на политически вицове. Освободен е от затвора по личното застъпничество на френския президент Де Гол пред тогавашния български държавен глава Тодор Живков.
Д-р Никола Чилов завършва Свищовската търговска гимназия в началото на ХХ век, а после и висше образование в гр. Ерланген (Германия) с отличие. От 1911 г. е счетоводител на Българската екзархия в Цариград до Междусъюзническа война от 1913 г., когато българският екзарх се премества в София. След това работи като банкер и промишленик, за да се издигне до крупните български индустриалци през 30-те години на ХХ век. Умира на 51 г. от автомобилна катастрофа, при която загива на място известната българска певица Христина Морфова.
- Емануил Беев (1858 – 1927), свещеник в Карлуково (1884 – 1891), архиерейски наместник на Българската Екзархия в Ахъ-Челебийско (1891 – 1898; 1906 – 1914). В усилните времена на борбата срещу гъркоманството в Среднородопието той успява да утвърди позициите на екзархистите и да доведе борбата до успешен край. От 1914 до 1927 г. е отново свещеник в родното си село. Той е с изключителни заслуги за опазване на българщината в края.
- Ангел Инджов (1866 – 1939), български свещеник и революционер
- Никола Хаджипетров (? – 1906), български революционер
- Христо Карапача, Стою Кумчев Краля, Хилю Ташев Бъговски и Мария Попвасилева Хасиванова, български революционери, куриери на ВМОРО[3]
- Илия Бручев, инженер-геолог и академик на БАН
- Данчо Ангелов, македоно-одрински опълченец, 17-годишен, зидар, основно образование, 2 рота на 10 прилепска дружина[4]
- Богдан Добровски (1880 – след 1943), просветен деец и революционер
- Стойчо Н. Струнчев, Димитър Ил. Кавгазов, Илия Ст. Михайлов, Васил Д. Манолевски и Тодор Д. Ангелов, четници в Ахъчелебийско-Скечанския революционен район по време на Илинденско-Преображенското въстание от 1903 г.[5]

### Книги
Книги, в които е споменато за културата, историята или са изцяло посветени на Славейно.
| Автор                  | Заглавие                                     | Издателство                      | Година |
| ---------------------- | -------------------------------------------- | -------------------------------- | ------ |
| Петко Т. Карапетков    | „Славейно. Минало“                           | СБД „Благодетел“ (Братско Слово) | 1948   |
| Петко Карапетков       | „Славейно“                                   | -                                | 1991   |
| Петко Карапетков       | „По поречието на Малка Арда – народни песни“ | -                                | -      |
| Петко Карапетков       | „Песни из Малка Арда“                        | -                                | -      |
| Петко Карапетков       | „Принос към историята на средните Родопи“    | -                                | -      |
| Петко Карапетков       | „Славейно – родовете“                        | -                                | -      |
| Петко Карапетков       | „Още за Славейно и селата около него“        | -                                | 1998   |
| Петко Карапетков       | „Славейно – Спомени“                         | -                                |        |
| д-р Стефан Илчевски    | „Не изтръгвайте корените от родното село“    | Принта Ком                       | 2005   |
| проф. Васил Караиванов | „От Иноголово до Акапулко“ – с.411           | СЕМА 2001                        | 2004   |

### Песни
Песни:
Песни на межô (по Петко Карапетков)
„На срôщу пищи славейче,
пу гласчокан гу пузнавам,
да има савдйо на мене,
зима ма, майчо, зимам гу!“
„Дôщеро, моя, майчина,
той нема сарай да сиди,
той нема руба да носи.“
„Малеле, мила малеле,
лете щим майчу, летова,
в чôстана гора залена,
под тьонка ела висока,
близу до вода студена.
Зиме щим, майчо зимова,
в равното поле широко.“

## Телевизия
В Славейно свободно се приемат ефирните програми на БНТ 1 и bTV. Програмите се препредават чрез ретранслатор, който е разположен в местността „Св. Атанасий“ край селото. От 2004 г. в селото има техническа възможност за получаване на кабелна телевизия.

## Други
В селото има два магазина за хранителни стоки и един за домашни потреби. На мястото на стария магазин за домашни потреби е открито ново кафене.

## Кухня
За Славейно е характерна Родопската кухня. Някои от по-известните ястия са клин, трахана, „супа от киселец“ и колаци (катми).
Други популярни ястия са качамак, „тиквеник“ и пататник.

## Транспорт
През 2007 г. е поставена нова асфалтова настилка както на пътя, който води от Виево за Славейно, така и на пътя от Славейно към Петково.
- Автобуси, пътуващи до или минаващи през Славейно:

От Смолян – всеки ден (без събота) – 14:00 ч. Автобусите тръгват от автогара Устово.
От Пловдив – всеки ден – 13:20 ч. Автобусите тръгват от автогара Родопи.
От Кърджали – петък и неделя – 11:30 ч. Автобусите тръгват от централната автогара в града.
- Автобуси, заминаващи или преминаващи през Славейно:

За Смолян – всеки ден (без събота) – около 8.15 ч. Автобусът минава през площада в селото.
За Пловдив – всеки ден – около 8:20 ч. Автобусът минава през площада в селото.
За Кърджали – петък и неделя – 15:30 ч. Автобусът тръгва от площада в селото.
Забележка: Обявените часове за разписанията са валидни към септември 2007 г. За най-актуална информация, моля позвънете на автогарите в съответните градове.
- Централна автогара в Кърджали – тел. 0361 / 66751.
- Автогара Родопи в Пловдив – тел. 032 / 657828.
- Автогара Устово в Смолян – тел. 0301 / 64585.